# Liste der Flugplätze in Eswatini
Dies ist eine Liste der Flughäfen in Eswatini.
Öffentliche Flughäfen und vergleichbare Einrichtungen werden durch die Eswatini Civil Aviation Authority (ESWACAA) zugelassen und auch von dieser betrieben.
| Name                                  | IATA | ICAO        | Ort        | Höhe (Meter) | Länge × Breite (Meter) | Ausrichtung | Oberfläche  | Art/Status                                  |
| ------------------------------------- | ---- | ----------- | ---------- | ------------ | ---------------------- | ----------- | ----------- | ------------------------------------------- |
| Flugplatz Tambuti                     |      | FDBT        | Big Bend   | 183          | 800                    | 15/33       | Gras        | National                                    |
| Flugplatz Ubombo Ranches              |      | FDUB        | Big Bend   | 142          | 730                    | 01/19       | unbefestigt |                                             |
| Flugplatz Bhunya                      |      |             | Bhunya     | 1497         | 1250                   | 14/32       | Schotter    |                                             |
| Flugplatz Kubuta                      |      | FDKS / FDKB | Kubuta     | 485          | 847                    | 10/28       | Gras        |                                             |
| Matsapha International Airport        | MTS  | FDMS        | Manzini    | 632          | 2600 × 45              | 07/25       | Asphalt     | International (kein Linienflugbetrieb mehr) |
| King Mswati III International Airport | SHO  | FDSK        | Mpaka      | 324          | 3600 × 45              | 02/20       | Asphalt     | International                               |
| Flugplatz Mhlume                      |      | FDMH        | Mhlume     | 283          | 709                    | 18/36       | unbefestigt |                                             |
| Flugplatz Piggs Peak                  |      | FDNG        | Ngonini    | 430          | 823                    | 02/20       | unbefestigt |                                             |
| Flugplatz Nhlangano                   |      | FDNH        | Nhlangano  | 1047         | 710 × 30               | 09/27       | Asphalt     | National                                    |
| Flugplatz Nsoko                       |      | FDNS        | Nsoko      | 187          | 671                    | 01/19       | unbefestigt |                                             |
| Flugplatz Simunye                     |      | FDSM        | Simunye    | 205          | 1100                   | 05/23       | unbefestigt |                                             |
| Flugplatz Siteki                      |      | FDST        | Siteki     | 677          | 1006                   | 17/35       | unbefestigt |                                             |
| Flugplatz Tambankulu                  |      | FDTM        | Tambankulu | 247          | 875                    | 17/35       | unbefestigt |                                             |
| Flugplatz Tshaneni                    |      | FDTS        | Tshaneni   | 311          | 756                    | 18/36       | unbefestigt |                                             |

| King Mswati III |

| Matsapha |

| Nhlangano |